# 要約筆記奉仕員
要約筆記奉仕員（ようやくひっきほうしいん）とは、主に第一言語を手話としない中途失聴者・難聴者などを対象とする要約筆記を行う通訳者のことを言う。手話を第一言語とする聴覚障害者には手話通訳者がコミュニケーションの支援を行っている。

## 養成方法
この奉仕員は、資格ではないが、厚生労働省推奨の奉仕員養成プログラムを
受講してから、奉仕作業につくことが一般的になっている。市町村によって対応は異なるが、この課程を修了することが要約筆記派遣業務に従事する最低条件になっているところも多い。
この養成プログラムは基礎課程と応用課程から構成され、情報保障方法（パソコン、手書き）によっても
プログラムの一部に違いがある。これは、それぞれの分野専門性を考慮し、独立しているものである。
それぞれ修了に必要な単位があり、それらは講習時間で管理される。
また、プログラムを修了するためには、あらかじめ設定された出席率を上回る事が必要。応用課程に至っては、講習への完全出席が求められる。
現在は各市のボランティアサークルや社会福祉協議会を中心に養成が進められている。
障害者自立支援法などの動きもあり、都道府県単位での養成に切り替わりつつある。